# Uovo performing arts festival
Il Uovo performing arts festival è una manifestazione di teatro, danza, musica e performing arts che si svolge a Milano.
Il festival nasce nel 2003 sotto la direzione artistica di Umberto Angelini, per riflettere sull'identità e la creatività nelle città contemporanee, mantenendo uno sguardo privilegiato alle espressioni più innovative delle arti performative. Uovo si presenta con il sottotitolo: un progetto indisciplinato sulla contemporaneità.
Il festival che si svolge nel mese di marzo, ha presentato in anteprima negli anni giovani talenti e artisti di fama mondiale, con compagnie del Teatro contemporaneo, Teatro di ricerca e Performance art nazionale ed internazionale come Socìetas Raffaello Sanzio, Antony and the Johnsons, Gob Squad, Gisele Vienne, Meg Stuart, Jerome Bel, Xavier Le Roy, Motus, Kinkaleri, Pathosformel, Dewey Dell, Virgilio Sieni